# کوستا پسیفیکا
کوستا پسیفیکا (به انگلیسی: Costa Pacifica) یک کشتی است که طول آن ۲۹۰٫۲ متر (۹۵۲ فوت) می‌باشد. این کشتی در سال ۲۰۰۸ ساخته شد.